# آرثر د. هاي
آرثر د. هاي (بالإنجليزية: Arthur D. Hay)‏ هو قاضي ومحامي أمريكي، ولد في 24 أكتوبر 1884 في Peterhead ‏ في المملكة المتحدة، وتوفي في 19 ديسمبر 1952 في سايلم في الولايات المتحدة.